# Afonsinho
Afonso Guimarães da Silva (Río de Janeiro, Brasil, 8 de marzo de 1914-ibídem, 20 de febrero de 1997), más conocido como Afonsinho, fue un futbolista brasileño que jugaba como centrocampista ofensivo.

## Selección nacional
Fue internacional con la selección de fútbol de Brasil en 18 ocasiones y convirtió un gol. Formó parte de la selección que obtuvo el tercer lugar en la Copa del Mundo de 1938.

### Participaciones en Copas del Mundo
| Mundial                        | Sede    | Resultado    | Partidos | Goles |
| ------------------------------ | ------- | ------------ | -------- | ----- |
| Copa Mundial de Fútbol de 1938 | Francia | Tercer lugar | 4        | 0     |

### Participaciones en Copas América
| Copa                         | Sede      | Resultado    |
| ---------------------------- | --------- | ------------ |
| Campeonato Sudamericano 1937 | Argentina | Subcampeón   |
| Campeonato Sudamericano 1942 | Uruguay   | Tercer lugar |

## Clubes
| Club          | País   | Año       |
| ------------- | ------ | --------- |
| America-RJ    | Brasil | 1931-1932 |
| Flamengo      | Brasil | 1933-1934 |
| São Cristóvão | Brasil | 1935-1939 |
| Fluminense    | Brasil | 1940-1946 |

## Palmarés

### Campeonatos regionales
| Título             | Club       | País   | Año  |
| ------------------ | ---------- | ------ | ---- |
| Campeonato Carioca | America-RJ | Brasil | 1931 |
| Campeonato Carioca | Fluminense | Brasil | 1940 |
| Campeonato Carioca | Fluminense | Brasil | 1941 |
| Campeonato Carioca | Fluminense | Brasil | 1946 |